# Atletica leggera ai Giochi della XXXI Olimpiade - 800 metri piani maschili

Video ufficiale della Finale

Ai Giochi della XXXI Olimpiade, che si sono tenuti a Rio de Janeiro nel 2016, la competizione degli 800 metri piani maschili si è svolta tra il 12 e il 15 agosto presso lo Stadio Nilton Santos.

## Presenze ed assenze dei campioni in carica
Per i campionati europei si considera l'edizione del 2014.
| Competizione             | Atleta         | Prestazione              | Rio 2016 |
| ------------------------ | -------------- | ------------------------ | -------- |
| Olimpiadi 2012           | David Rudisha  | 1'40"91                  | Presente |
| Commonwealth 2014        | Nijel Amos     | 1'45"18                  | Presente |
| Europei 2014             | Adam Kszczot   | 1'44"15                  | Presente |
| Panamericani 2015        | Clayton Murphy | 1'47"19                  | Presente |
| Africani 2015            | Nijel Amos     | 1'50”45                  | Presente |
| Mondiali 2015            | David Rudisha  | 1'45"84                  | Presente |
|                          |                |                          |          |
| Olimpiadi giovanili 2010 | Mohammed Aman  | 2'19”54 (sui 1000 metri) | Presente |
| Mondiali junior 2012     | Nijel Amos     | 1'43”79                  | Presente |

## La gara
Il campione in carica, David Rudisha, si mostra in forma sin dal primo turno: vince la sua batteria in 1'45”09, miglior tempo delle 7 serie. 

Prevale anche nella propria semifinale in 1'43”88. Il miglior tempo delle semifinali è quello di Pierre-Ambroise Bosse (terza serie): 1'42”85. Adam Kszczot, il campione europeo in carica, non si qualifica per la finale. Il suo 1'44”70 è il tempo più veloce mai corso da un atleta che non si è qualificato.
In finale il diciannovenne Alfred Kipketer tenta di sorprendere tutti scattando in testa e coprendo il primo giro in 49”23. Rudisha, che gli è rimasto dietro (49”8), lo raggiunge sul rettilineo opposto a quello d'arrivo e poi lo supera. Ai 600 metri (1'16”04) ha un vantaggio di tre metri sul francese Bosse e sull'algerino Makhloufi. All'inizio del rettifilo d'arrivo il margine è salito a quattro metri: Rudisha vince d'autorità in 1'42”15.

Bosse cede alla distanza ed è superato da Makhloufi (argento e record nazionale) e, negli ultimi 30 metri, dallo statunitense Clayton Murphy (bronzo).
Il tempo del vincitore è il migliore al mondo degli ultimi quattro anni.

Prima dei Giochi Murphy aveva un personale di 1'44”76. È l'atleta che si è migliorato di più.

## Risultati

### Batterie
Qualificazione: i primi tre di ogni batteria (Q) e i successivi 3 migliori tempi (q).

#### Batteria 1
| Posizione | Atleta            | Nazionalità          | Tempo   | Note                                     |
| --------- | ----------------- | -------------------- | ------- | ---------------------------------------- |
| 1         | Ayanleh Souleiman | Gibuti               | 1'45"48 | Q                                        |
| 2         | Amel Tuka         | Bosnia ed Erzegovina | 1'45"72 | Q                                        |
| 3         | Boris Berian      | Stati Uniti          | 1'45"87 | Q                                        |
| 4         | Kléberson Davide  | Brasile              | 1'46"14 | q                                        |
| 5         | Žan Rudolf        | Slovenia             | 1'46"93 | Miglior prestazione personale stagionale |
| 6         | Antoine Gakeme    | Burundi              | 1'47"46 |                                          |
| 7         | Musa Hajdari      | Kosovo               | 1'48"41 |                                          |
| –         | Abraham Rotich    | Bahrein              | Squal.  | R163.3a                                  |

#### Batteria 2
| Posizione | Atleta                    | Nazionalità | Tempo   | Note                                     |
| --------- | ------------------------- | ----------- | ------- | ---------------------------------------- |
| 1         | Adam Kszczot              | Polonia     | 1'45"83 | Q                                        |
| 2         | Ferguson Cheruiyot Rotich | Kenya       | 1'46"00 | Q                                        |
| 3         | Andrés Arroyo             | Porto Rico  | 1'46"17 | Q                                        |
| 4         | Hamada Mohamed            | Egitto      | 1'46"65 | q                                        |
| 5         | Rafith Rodríguez          | Colombia    | 1'46"65 | Miglior prestazione personale stagionale |
| 6         | Boitumelo Masilo          | Botswana    | 1'48"48 |                                          |
| 7         | Luke Mathews              | Australia   | 1'50"17 |                                          |
| 8         | Brice Etès                | Monaco      | 1'50"40 |                                          |

#### Batteria 3
| Posizione | Atleta                 | Nazionalità        | Tempo   | Note                          |
| --------- | ---------------------- | ------------------ | ------- | ----------------------------- |
| 1         | David Rudisha          | Kenya              | 1'45"09 | Q                             |
| 2         | Reinhardt van Rensburg | Sudafrica          | 1'45"67 | Q                             |
| 3         | Michael Rimmer         | Regno Unito        | 1'45"99 | Q                             |
| 4         | Clayton Murphy         | Stati Uniti        | 1'46"18 | q                             |
| 5         | Jinson Johnson         | India              | 1'47"27 |                               |
| 6         | Anthony Romaniw        | Canada             | 1'47"59 |                               |
| 7         | Lutimar Paes           | Brasile            | 1'48"38 |                               |
| 8         | Benjamín Enzema        | Guinea Equatoriale | 1'52"14 |                               |
| 9         | Alex Beddoes           | Isole Cook         | 1'52"76 | Miglior prestazione personale |

#### Batteria 4
| Posizione | Atleta           | Nazionalità          | Tempo   | Note    |
| --------- | ---------------- | -------------------- | ------- | ------- |
| 1         | Alfred Kipketer  | Kenya                | 1'46"61 | Q       |
| 2         | Andreas Bube     | Danimarca            | 1'46"67 | Q       |
| 3         | Yassine Hathat   | Algeria              | 1'46"81 | Q       |
| 4         | Álvaro de Arriba | Spagna               | 1'46"86 |         |
| 5         | Wesley Vázquez   | Porto Rico           | 1'46"96 |         |
| 6         | Charles Jock     | Stati Uniti          | 1'47"06 |         |
| 7         | Elliot Giles     | Regno Unito          | 1'47"88 |         |
| 8         | Yiech Biel       | Refugee Olympic Team | 1'54"67 |         |
| –         | Joshua Ilustre   | Guam                 | Squal.  | R163.3a |

#### Batteria 5
| Posizione | Atleta             | Nazionalità | Tempo   | Note |
| --------- | ------------------ | ----------- | ------- | ---- |
| 1         | Taoufik Makhloufi  | Algeria     | 1'49"17 | Q    |
| 2         | Mostafa Smaili     | Marocco     | 1'49"29 | Q    |
| 3         | Giordano Benedetti | Italia      | 1'49"40 | Q    |
| 4         | Sho Kawamoto       | Giappone    | 1'49"41 |      |
| 5         | Jacob Rozani       | Sudafrica   | 1'49"79 |      |
| 6         | Jozef Repčík       | Slovacchia  | 1'49"95 |      |
| 7         | Nijel Amos         | Botswana    | 1'50"46 |      |
| 8         | Kevin López        | Spagna      | 1'53"41 |      |

#### Batteria 6
| Posizione | Atleta                  | Nazionalità | Tempo   | Note |
| --------- | ----------------------- | ----------- | ------- | ---- |
| 1         | Brandon McBride         | Canada      | 1'45"99 | Q    |
| 2         | Marcin Lewandowski      | Polonia     | 1'46"35 | Q    |
| 3         | Mark English            | Irlanda     | 1'46"40 | Q    |
| 4         | Jeffrey Riseley         | Australia   | 1'46"93 |      |
| 5         | Abubaker Haydar Abdalla | Qatar       | 1'47"81 |      |
| 6         | Pol Moya                | Andorra     | 1'48"88 |      |
| 7         | Alex Amankwah           | Ghana       | 1'50"33 |      |
| –         | Abdelati El Guesse      | Marocco     |         | Rit. |

#### Batteria 7
| Posizione | Atleta                   | Nazionalità        | Tempo   | Note |
| --------- | ------------------------ | ------------------ | ------- | ---- |
| 1         | Pierre-Ambroise Bosse    | Francia            | 1'48"12 | Q    |
| 2         | Mohammed Aman            | Etiopia            | 1'48"33 | Q    |
| 3         | Amine Belferar           | Algeria            | 1'48"40 | Q    |
| 4         | Daniel Andújar           | Spagna             | 1'48"50 |      |
| 5         | Charles Grethen          | Lussemburgo        | 1'48"93 |      |
| 6         | Peter Bol                | Australia          | 1'49"36 |      |
| 7         | Francky-Edgard Mbotto    | Rep. Centrafricana | 1'52"97 |      |
| –         | Musaeb Abdulrahman Balla | Qatar              |         | NP   |

### Semifinali
Qualificazione: i primi due di ogni semifinale (Q) e i successivi 2 migliori tempi (q).

#### Semifinale 1
| Posizione | Atleta                    | Nazionalità | Tempo   | Note |
| --------- | ------------------------- | ----------- | ------- | ---- |
| 1         | Pierre-Ambroise Bosse     | Francia     | 1'43"85 | Q    |
| 2         | Taoufik Makhloufi         | Algeria     | 1'43"85 | Q    |
| 3         | Marcin Lewandowski        | Polonia     | 1'44"56 | q    |
| 4         | Ferguson Cheruiyot Rotich | Kenya       | 1'44"65 | q    |
| 5         | Mostafa Smaili            | Marocco     | 1'45"78 |      |
| 6         | Kléberson Davide          | Brasile     | 1'46"19 |      |
| 7         | Andrés Arroyo             | Porto Rico  | 1'46"74 |      |
| 8         | Michael Rimmer            | Regno Unito | 1'46"80 |      |

#### Semifinale 2
| Posizione | Atleta                 | Nazionalità          | Tempo   | Note                                     |
| --------- | ---------------------- | -------------------- | ------- | ---------------------------------------- |
| 1         | Alfred Kipketer        | Kenya                | 1'44"38 | Q                                        |
| 2         | Boris Berian           | Stati Uniti          | 1'44"56 | Q                                        |
| 3         | Yassine Hathat         | Algeria              | 1'44"81 | Miglior prestazione personale            |
| 4         | Amel Tuka              | Bosnia ed Erzegovina | 1'45"24 |                                          |
| 5         | Reinhardt van Rensburg | Sudafrica            | 1'45"33 | Miglior prestazione personale            |
| 6         | Brandon McBride        | Canada               | 1'45"41 |                                          |
| 7         | Andreas Bube           | Danimarca            | 1'45"87 | Miglior prestazione personale stagionale |
| 8         | Mohammed Aman          | Etiopia              | 1'46"14 |                                          |

#### Semifinale 3
| Posizione | Atleta             | Nazionalità | Tempo   | Note                                     |
| --------- | ------------------ | ----------- | ------- | ---------------------------------------- |
| 1         | David Rudisha      | Kenya       | 1'43"88 | Q                                        |
| 2         | Clayton Murphy     | Stati Uniti | 1'44"30 | Q                                        |
| 3         | Adam Kszczot       | Polonia     | 1'44"70 |                                          |
| 4         | Ayanleh Souleiman  | Gibuti      | 1'45"19 |                                          |
| 5         | Mark English       | Irlanda     | 1'45"93 |                                          |
| 6         | Giordano Benedetti | Italia      | 1'46"41 | Miglior prestazione personale stagionale |
| 7         | Amine Belferar     | Algeria     | 1'46"55 |                                          |
| 8         | Hamada Mohamed     | Egitto      | 1'48"17 |                                          |

### Finale
| Record mondiale e olimpico | David Rudisha | 1'40"91 | Londra         | 9 agosto 2012  |
| Capolista stagionale       | David Rudisha | 1'43"35 | Székesfehérvár | 18 luglio 2016 |

Lunedì 15 agosto, ore 22:25.
| Pos.    | Atleta                | Età | Nazione     | Tempo   | Note                          |
| ------- | --------------------- | --- | ----------- | ------- | ----------------------------- |
| Oro     | David Rudisha         | 28  | Kenya       | 1'42"15 |                               |
| Argento | Taoufik Makhloufi     | 28  | Algeria     | 1'42"61 | Record nazionale              |
| Bronzo  | Clayton Murphy        | 21  | Stati Uniti | 1'42"93 | Miglior prestazione personale |
| 4       | Pierre-Ambroise Bosse | 24  | Francia     | 1'43"41 |                               |
| 5       | Ferguson Rotich       | 27  | Kenya       | 1'43"45 |                               |
| 6       | Marcin Lewandowski    | 29  | Polonia     | 1'44"20 |                               |
| 7       | Alfred Kipketer       | 20  | Kenya       | 1'46"02 |                               |
| 8       | Boris Berian          | 24  | Stati Uniti | 1'46"15 |                               |